# Guglielmo Pecori Giraldi
Guglielmo Pecori Giraldi (Borgo San Lorenzo, 18 de maig de 1856 - Florència, 15 de febrer 1941) va ser un general italià, mariscal d'Itàlia.

## Biografia
Nascut a Borgo San Lorenzo (Florència), des de 1879 tenia el títol nobiliari hereditari de conte del Sacro Romano Impero. El 1873 va començar els seus estudis militar a l'Escola Militar d'Infanteria i Cavalleria de Mòdena i el 1874 va continuar-los a l'Acadèmia Militar de Torí, i en va sortir el 1877 amb el rang de subtinent d'artilleria. Successivament va ascendir als rangs de tinent i, el 1884, de capità.
Va ser a Eritrea el període 1887-1888, on va participar posteriorment en la campanya de l'Àfrica de l'Est (1896-1897), i va obtenir el comandament de les tropes d'Eritrea.
El 1900 va ser nomenat coronel de l'Exèrcit. Amb aquest càrrec, el 1903 va ser novament destinat a Eritrea, en una e`poca en què el paper d'Itàlia en aquella zona d'Àfrica requeria de grans dots militars i diplomàtiques; s'hi va estar fins al 1907. En 1911-1912 va participar en la Guerra italo-turca guiant les operacions per a la conquesta de l'oasi d'Ain Zara. L'ocupació de l'oasi va permetre baixar el control sobre la ciutat de Trípoli pels otomans i va permetre ampliar l'ocupació italiana de tots els oasis de la cintura de Trípoli. Una sèrie de contratemps en aquella campanya, que van atribuir-se injustament únicament a Pecori Giraldi, van causar gran descontentament en el Govern italià i en l'opinió pública i el 1911 va ser obligat a tornar a Itàlia i deixar el servei actiu. Tanmateix, el 1912, després que presentés un recurs al Consell d'Estat es va reconèixer la manca de fonament d'aquella decisió i va passar a la reserva.
Durant la Primera Guerra Mundial va tenir sota el seu comandament en principi el VII Cos; després d'haver aconseguit al maig de 1916 el títol honorífic de Gran Oficial de l'Orde Militar d'Itàlia, va estar al capdavant de l'exèrcit com «Tenente Generale», desplegat en el front de l'altiplà fins al final del conflicte.
Des 3 de novembre de 1918 fins al 20 de juliol de 1919 va ser el governador militar de la Venècia tridentina. El 24 de maig de 1919 se li va concedir l'honor de Cavaller de la Gran Creu de l'Orde Militar d'Itàlia. El 17 de juny 1926 va ser nomenat mariscal d'Itàlia.
Va morir a Florència el 1941, i com va deixar dit, va ser enterrat a l'ossera de Pasubio, junt amb els seus soldats que van caure durant les sagnants batalles de la Primera Guerra Mundial. Vicenza té a l'interior del Museu del Risorgimento e della Resistenza, la col·lecció dels seus documents, que van ser cedits a l'Ajuntament de la ciutat pel seu nebot Luigi Pecori Giraldi. Entre el material cedit hi ha dos diaris manuscrits escrits durant la seva primera estada a Eritrea.